# Hilarimorphites
Hilarimorphites – wymarły rodzaj owadów z rzędu muchówek i rodziny Apystomyiidae. W zapisie kopalnym znany od późnej jury do wczesnej kredy. Skamieniałości jego przedstawicieli znajdowane są na terenie Ameryki Północnej i Azji.
Muchówki te miały głowę wyposażoną w niewielkie czułki o dwuczłonowym biczyku: pierwszy jego człon był jajowaty, a drugi palcowaty. Oczy miały brzegi wewnętrzne wykrojone w rejonie nasad czułków, a fasetki niezróżnicowane między rejonem grzbietowym a spodnim. Krótki ryjek zaopatrzony był w płatowate labellum. Stosunkowo wydłużoną szyję cechowały duże skleryty. Wierzch tułowia miał zarys łukowaty. Użyłkowanie skrzydła charakteryzowały: żyłka subkostalna i żyłka radialna R1 proste, długie i zbliżone do siebie, żyłki radialna R4+5 oraz medialna M1+2 rozdwojone, a żyłka M3 nieobecna. Komórka dyskoidalna miała ścięty wierzchołek, a posterokubitalna była znacznie dłuższa od komórki bazymedialnej.
Takson ten wprowadzony został w 1999 roku przez Davida A. Grimaldiego et Jeffreya M. Cumminga. Początkowo umieszczony został w Hilarimorphidae, ale w 2011 ci sami autorzy przenieśli go do Apystomyiidae. Dotychczas opisano 6 gatunków z tego rodzaju:
- Hilarimorphites burmanica Grimaldi et Cumming, 2011 – opisany na podstawie skamieniałości pochodzącej z cenomanu, odnalezionej w stanie Kaczin w Mjanmie. Miał 1,4 mm długości ciała i 0,95 mm długości skrzydła. Wyróżniał się otwartą w części odsiebnej komórką analną i zakończoną tuż przed wierzchołkiem żyłki R4 żyłką kostalną. Na czole występowały szczecinki[1].
- Hilarimorphites cummingi Grimaldi, 2016 – opisany na podstawie skamieniałości pochodzącej z cenomanu, odnalezionej w stanie Kaczin w Mjanmie[3].
- Hilarimorphites longimedia Grimaldi et Cumming, 1999 – opisany na podstawie skamieniałości pochodzącej z turonu, odnalezionej w stanie New Jersey w USA. Miał 1,83 mm długości ciała i 1,41 mm długości skrzydła. Wyróżniał się bardzo długim odcinkiem rozwidlonym żyłki M1+2[2].
- Hilarimorphites setosa Grimaldi et Cumming, 1999 – opisany na podstawie skamieniałości pochodzącej z turonu, odnalezionej w stanie New Jersey w USA. Miał 1,44 mm długości ciała i 1,2 mm długości skrzydła. Wyróżniał się długością trzonu żyłki radialnej prawie identyczną z długością jej odcinka rozwidlonego. Na czole występowały liczne, drobne szczecinki[2].
- Hilarimorphites superba Grimaldi et Cumming, 1999 – opisany na podstawie skamieniałości pochodzącej z turonu, odnalezionej w stanie New Jersey w USA. Miał 2,65 mm długości ciała i 2,12 mm długości skrzydła[2].
- Hilarimorphites yeatesi Grimaldi et Cumming, 1999 – opisany na podstawie skamieniałości pochodzącej z turonu, odnalezionej w stanie New Jersey w USA. Miał 1,28 mm długości ciała i 1,07 mm długości skrzydła. Wyróżniał się stosunkiem długości żyłki R5 do trzonowego odcinka żyłki R4+5 wynoszącym między 0,45 a 0,53. Czoło miał nagie[2].